# Chrysanthellum
Chrysantellum es un género de plantas con flores, perteneciente a la familia  Asteraceae.  Comprende 31 especies descritas y solo 13 aceptadas. Tiene una distribución pantropical.

## Descripción
Son hierbas anuales o posiblemente persistiendo más de un año, a menudo difusamente ramificadas, casi glabras. Hojas todas alternas, simples y serruladas o compuestas y bi- o tripinnatidisecadas. Capitulescencias de capítulos solitarios con pedúnculos largos, o capítulos arreglados en panículas pequeñas; capítulos radiados; filarias en 1–2 series, escarioso-marginadas, abrazadas por un calículo de bractéolas irregularmente desarrolladas mayormente de menos de la mitad del largo de las filarias propias; páleas muy angostas, planas, escariosas o café obscuras; flósculos del radio fértiles, las lígulas amarillas con nervios café-rojizos; flósculos del disco perfectos pero a veces sin producir aquenios, las corolas amarillas. Aquenios columnares o más o menos aplanados y marginados; vilano ausente.

## Taxonomía
El género fue descrito por Christiaan Hendrik Persoon y publicado en Synopsis Plantarum 2: 471. 1807.

## Especies seleccionadas
A continuación se brinda un listado de las especies del género Chrysanthellum aceptadas hasta junio de 2012, ordenadas alfabéticamente. Para cada una se indica el nombre binomial seguido del autor, abreviado según las convenciones y usos.
- Chrysanthellum americanum (L.) Vatke
- Chrysanthellum americum
- Chrysanthellum filiforme McVaugh
- Chrysanthellum indicum DC.
- Chrysanthellum integrifolium Steetz ex Steetz
- Chrysanthellum involutum Paul G.Wilson
- Chrysanthellum keilii B.L.Turner
- Chrysanthellum michoacanum B.L.Turner
- Chrysanthellum perennans B.L.Turner
- Chrysanthellum pilzii Strother
- Chrysanthellum pusillum Hook.f.
- Chrysanthellum tamaulipense B.L.Turner
- Chrysanthellum tuberculatum (Hook. & Arn.) Cabrera